# Талецкий, Николай Александрович
Николай Александрович Талецкий (род. 1961) — советский белорусский легкоатлет, специалист по бегу на короткие дистанции и барьерному бегу. Выступал на всесоюзном уровне в 1980-х годах, многократный призёр всесоюзных стартов, победитель соревнований республиканского значения. Представлял Гомель и физкультурно-спортивное общество «Динамо». Мастер спорта СССР. Также известен как предприниматель, директор компании «Тален групп».

## Биография
Николай Талецкий родился в 1961 году. Занимался лёгкой атлетикой в Гомеле, выступал за Белорусскую ССР и физкультурно-спортивное общество «Динамо».
Впервые заявил о себе на всесоюзном уровне в сезоне 1983 года, когда на чемпионате страны в рамках VIII летней Спартакиады народов СССР в Москве занял шестое место в зачёте бега на 400 метров с барьерами.
В 1986 году в 400-метровом барьерном беге финишировал четвёртым на всесоюзном старте в Сочи, одержал победу на соревнованиях в Минске, занял пятое место на Мемориале братьев Знаменских в Ленинграде, установив здесь свой личный рекорд — 49,78. На чемпионате СССР в Киеве стал пятым в беге на 400 метров с барьерами и с белорусской командой завоевал серебряную награду в программе эстафеты 4 × 400 метров — их обошла только сборная РСФСР.
На чемпионате СССР 1987 года в Брянске в 400-метровом барьерном беге пришёл к финишу пятым.
В 1988 году в той же дисциплине показал шестой результат на чемпионате СССР в Таллине, превзошёл всех соперников на соревнованиях в Стайках.
В 1989 году получил серебро на всесоюзном старте в Риге, взял бронзу на чемпионате СССР в Горьком, победил на международном турнире в Берлине.
После завершения спортивной карьеры проявил себя как предприниматель, в 2003 году основал компанию «Тален групп», занимающуюся оптовой торговлей спортивными товарами, производством спортивных трикотажных изделий, проектированием и строительством спортивных объектов.